# Odalbonden
Odalbonden, dikt av Erik Gustaf Geijer, skriven i april 1811. Dikten förhärligar bondens roll genom historien, men trots att författaren är historieprofessor speglas knappast den gamla ätte- och byagemenskapen i dikten, utan snarare storskiftets mera ensamma jordbrukare.